# Peugeot 1007
Peugeot 1007 este un hatchback produs de compania franceză de automobile Peugeot din 2004 până în 2009. El este bazat pe aceeași platformă cu Peugeot 206 și Citroën C3.

## Formă
Unicul Design al lui 1007 include patru piloni și două uși glisabile (ca la un automobil Monovolum MPV, ca de exemplu: VW Caravelle). Automobilul are în configurație piele Cameleo. Un automobil similar lui Peugeot 1007 este Toyota Porte.

### "1007"
1007 este primul automobil din gama Peugeot cu două zerouri în nume. În țările unde se vorbește limba engleză, numele era rostit  "one-double-oh-seven". Apoi s-a ales să se rostească "ten-oh-seven". Mai este rostit și ca "one-thousand-and-seven". În Franța este rostit "mille-sept".

### Sfârșitul
1007 a fost scos din UK în 2008, iar în Europa în 2009. Nu există un înlocuitor oficial în acest moment.

## Tehnică
O altă inovație (acum discontinuată) este transmisia semi-automatică opțională "2-Tronic", utilizat (numit Sensodrive) pe Citroën C2, C3 și C3 Pluriel.

### Motorizări

#### Benzină
1.4 (1360 cc) TU3 I4, 75 CP (74 hp/55 kW) și 118 Nm
1.6 (1587 cc) TU5 I4, 110 CP (108 hp/81 kW) și 147 Nm

#### Diesel
1.4 (1398 cc) DV4 HDi diesel I4, 67 CP (66 hp/49 kW) și 150 Nm
1.6 (1560 cc) DV6 HDi diesel I4, 111 CP (110 hp/80 kW) și 260 Nm

## Vânzări
| An   | Vânzări |
| ---- | ------- |
| 2004 | 1,100   |
| 2005 | 53,800  |
| 2006 | 34,100  |
| 2007 | 18,600  |
| 2008 | 11,000  |
| 2009 | 5,200   |

Sursă: 

## Galerie foto

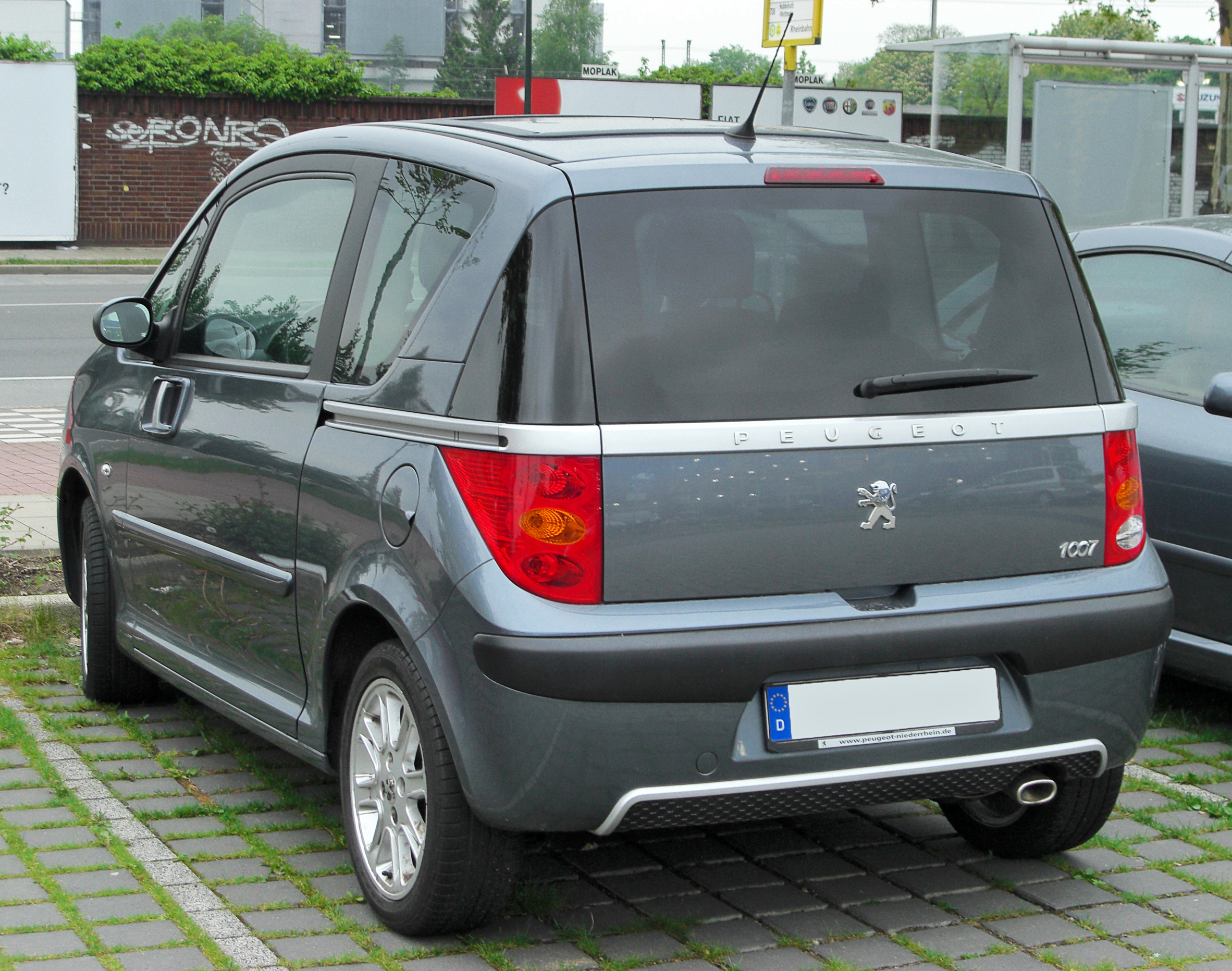
1007
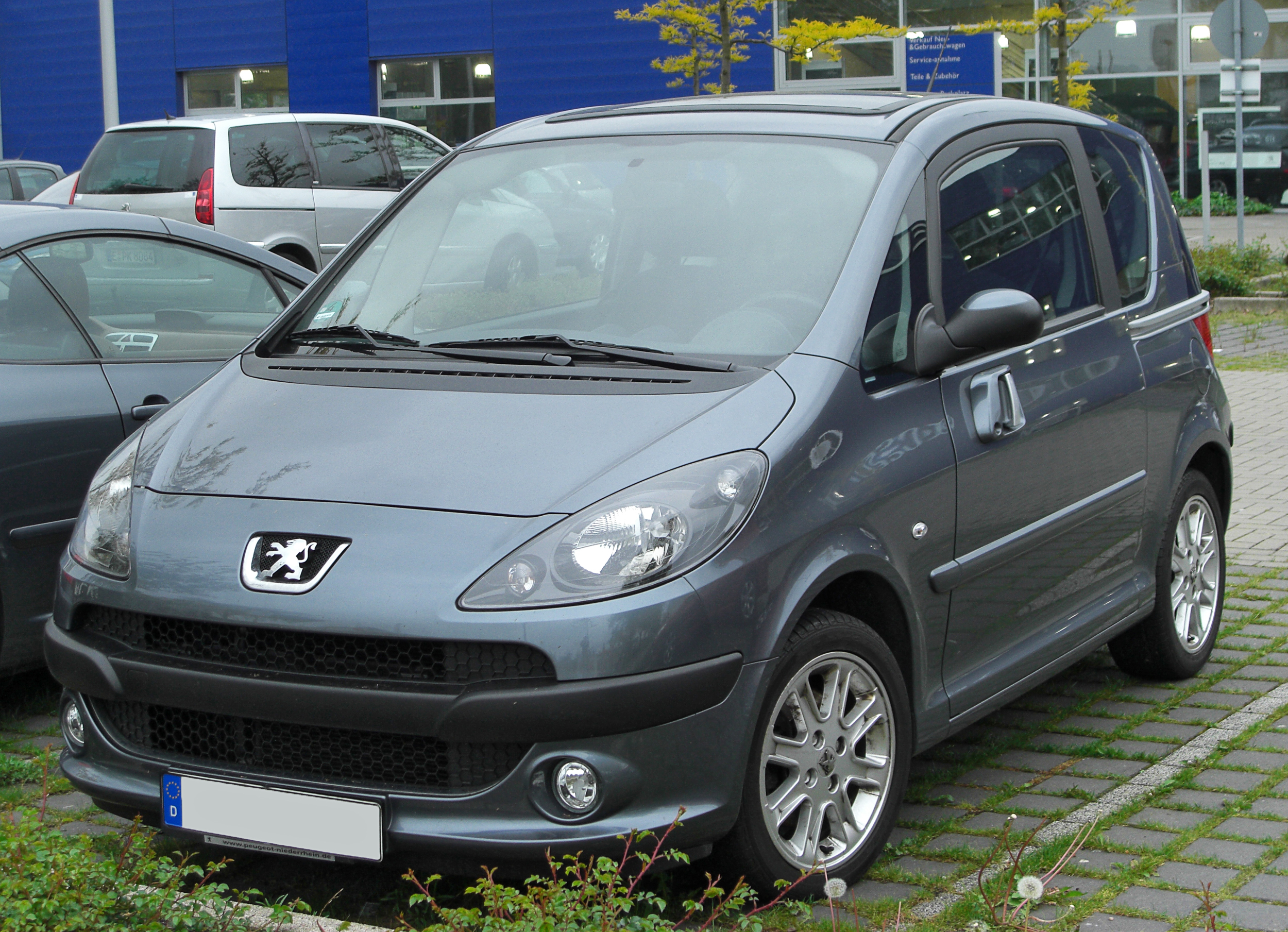
1007
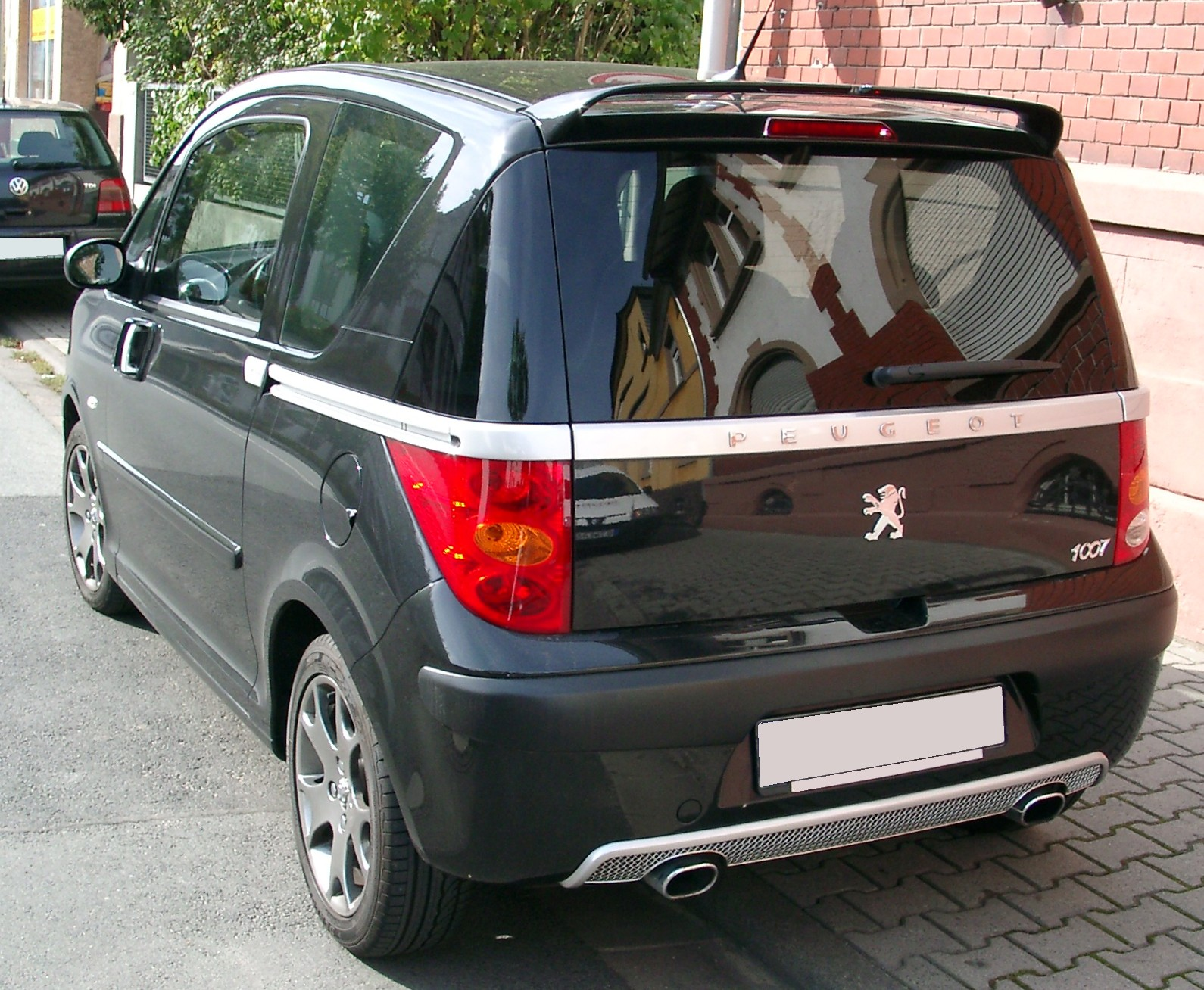
1007 RC
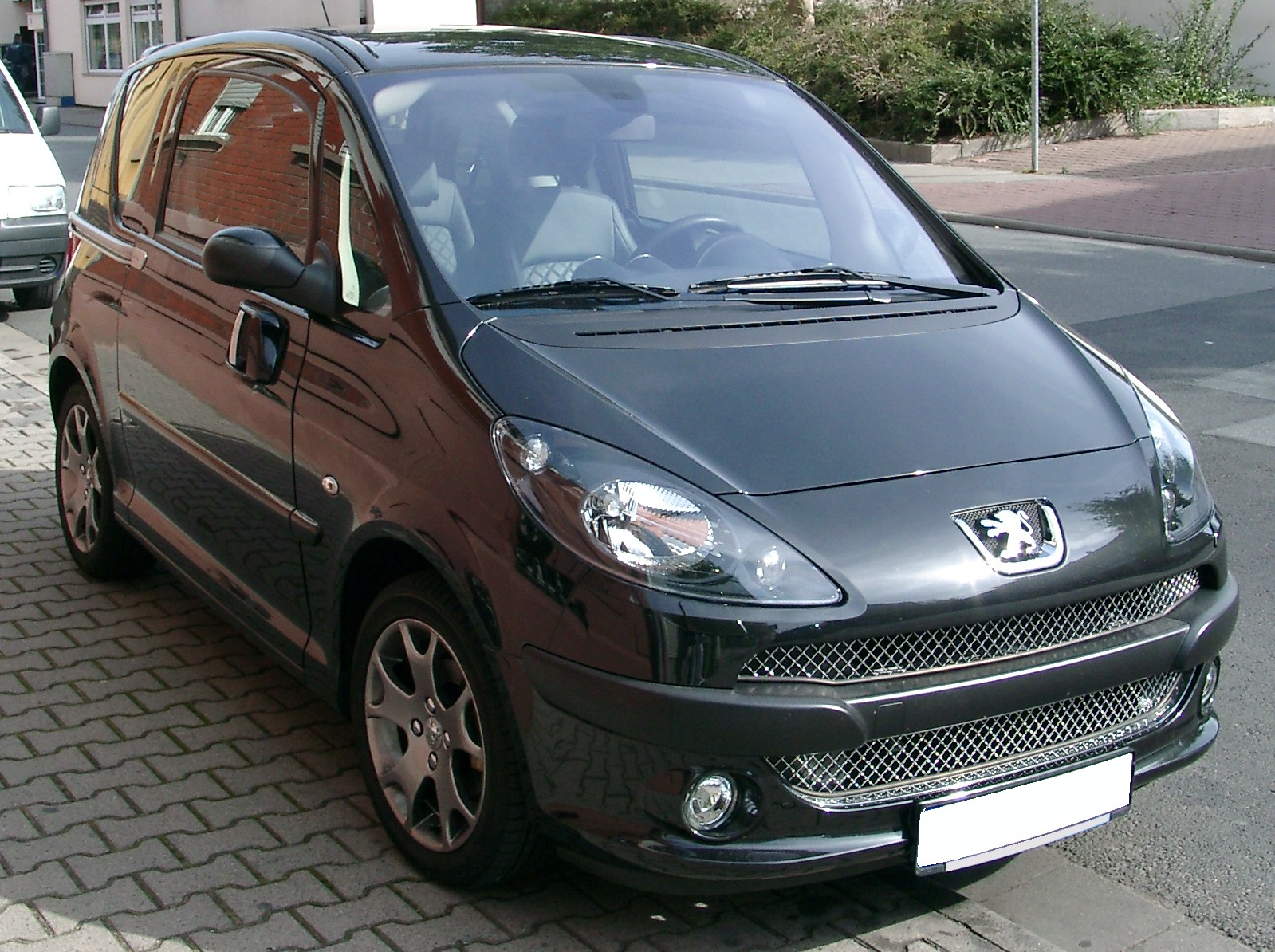
1007 RC
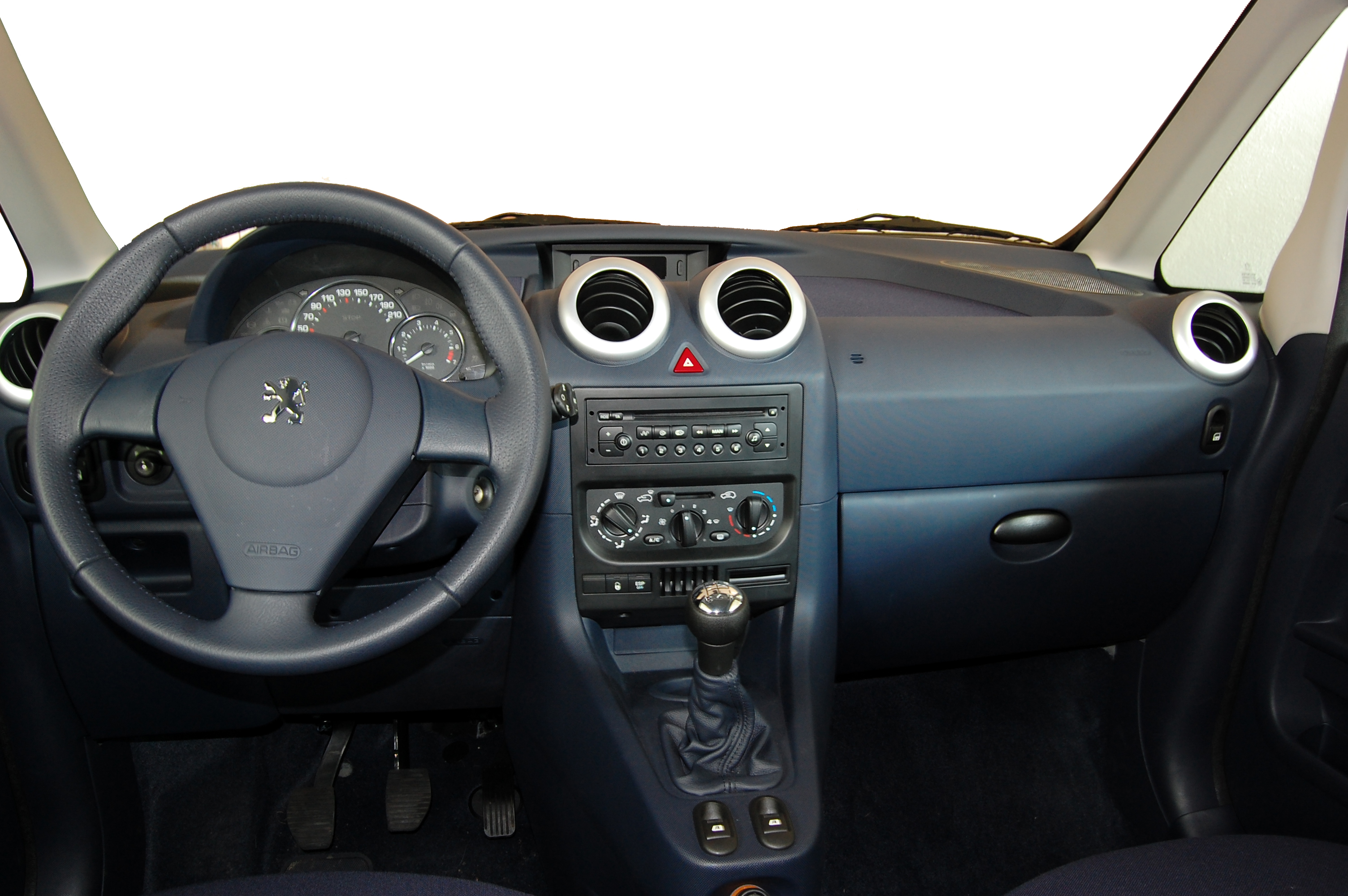
Interior
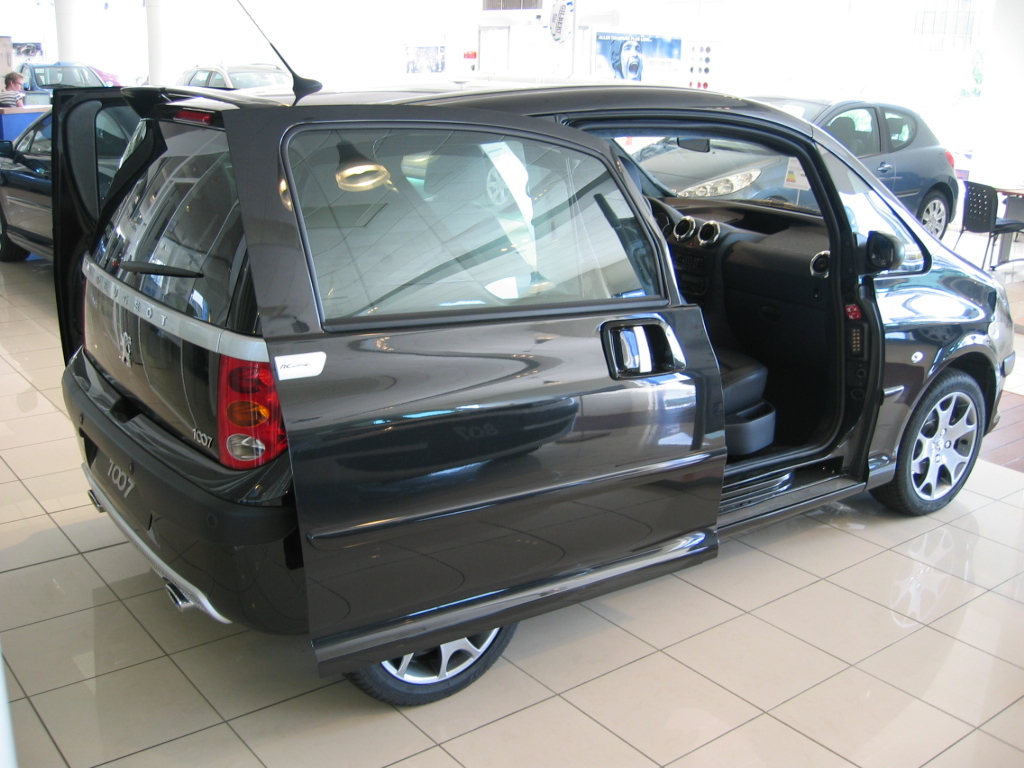
Cu ușile deschise
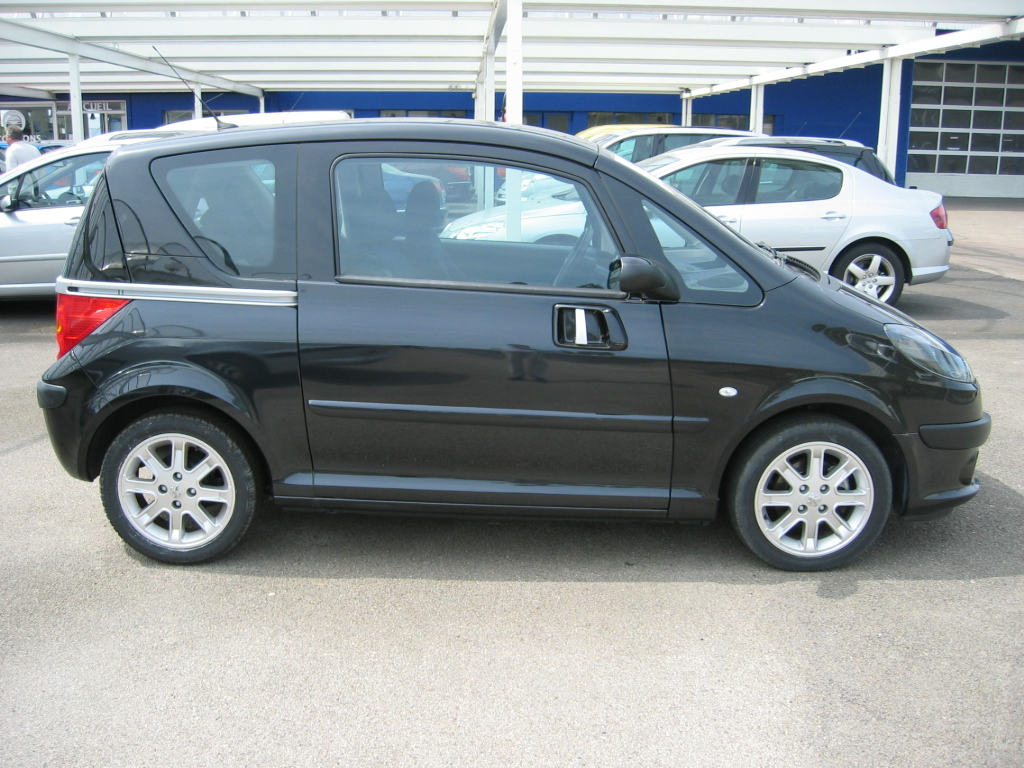
Privire din lateral